# Holly Cole

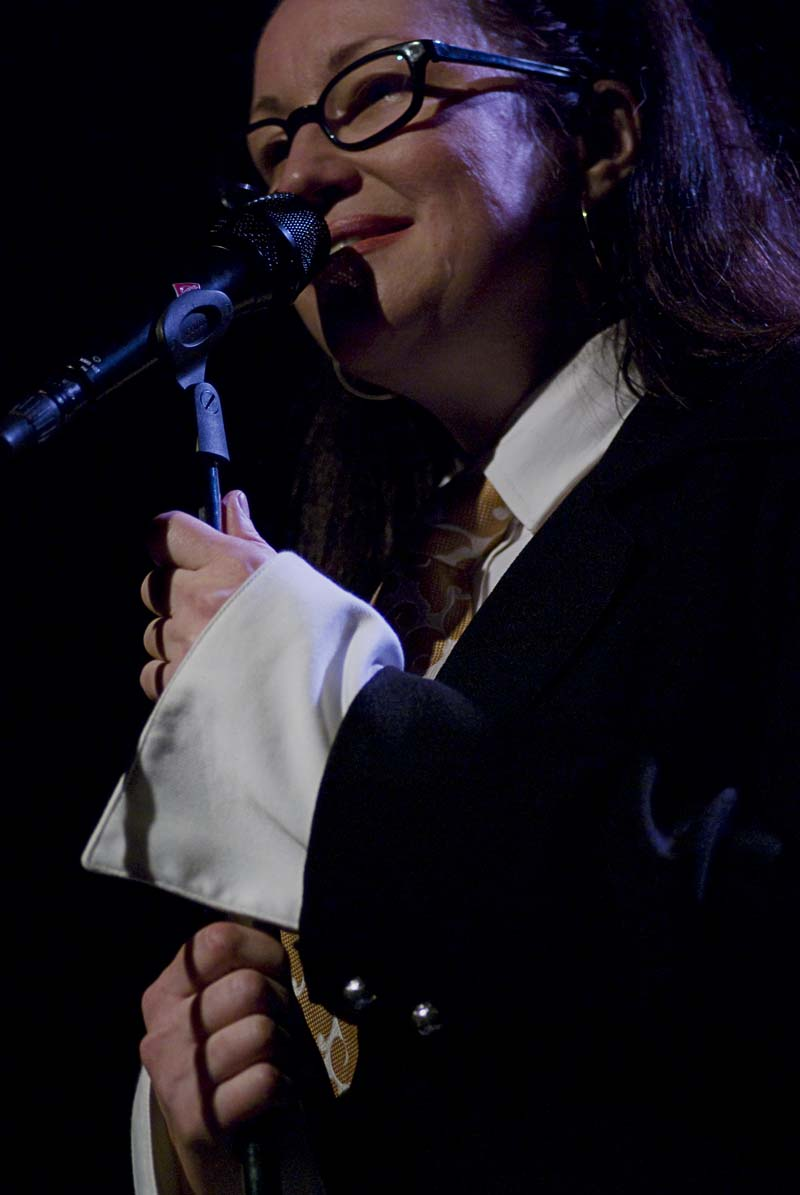
Holly Cole

Holly Cole (Canadá, 25 de noviembre de 1963) es una cantante de jazz canadiense, popular también en Japón por su voz versátil y distintiva, junto con su repertorio amplio, el cual abarca canciones de espectáculo, el rock y la música country. 

## Orígenes
Cole nació en Halifax, Nueva Escocia. Su padre, Leon Cole, era un locutor radiofónico notable para la cadena CBC Stereo.

## Holly Cole Trio
En 1983, Cole viajó a Toronto para comenzar una carrera musical. En 1986 funda un trío con el bajista David Piltch y el pianista Aaron Davis. En 1989, el Trío de Cole publicó un EP titulado Christmas Blues, el cual presentó una versión del tema de Pretenders "2,000 Miles," que fue muy popular. Esto fue seguido por su primer álbum completo, Girl Talk, en 1990.
Una sucesión de publicaciones siguieron en los primeros 90. Por ejemplo en 1991 Blame It On My Youth, donde interpretó canciones por Tom Waits ("Purple Avenue," "Empty Pockets"), Lyle Lovett ("God Will"), incluye temas de espectáculo como "Si Fuera una Campana " (de Guys and Dolls) y "En la Calle Donde Vives" (de My Fair Lady), e incluso remakes como "Confianza en mí," de El Libro de Jungla. También ha grabado en este periodo una versión de "Alison" de Elvis Costello.
En 1993, el trío publica Don't Smoke In Bed, un álbum producido por David Was, el cual incluye una versión de "I Can See Clearly Now". El álbum fue platino en Canadá, logrando el número 7 en la lista de Jazz Contemporáneo de Billboard y ganó un Juno como Mejor Álbum de Jazz Contemporáneo en 1994.
En 1995 el trío publicó un CD enteramente de canciones de Tom Waits titulado Temptation.

## Carrera en solitario
Cole siguió con dos álbumes, Dark Dear Heart (1997) y Romantically Helpless (2000), los cuales van más allá del jazz por introducir elementos de pop al sonido de Cole.
En 2001 regresó a las raíces del jazz de Navidad de su primer CD con  Baby It's Cold Outside el cual incluye "Christmas Time is Here" (from A Charlie Brown Christmas), "Santa Baby" y la pista de título. Más tarde se pasa a un tema de verano, en 2003, con Shade, esta vez reinterpretando a Cole Porter ("Too Darn Hot"), Irving Berlin ("Heatwave"), y The Beach Boys, Brian Wilson ("God Only Knows").
El álbum de Cole, Holly Cole fue publicado en Canadá en marzo de 2007 y en los EE. UU. en enero de 2008 y fue seguido por una gira por EE. UU.
Cole hace giras frecuentemente, sobre todo en la temporada de vacaciones, en Canadá. También formó parte en 1998 del Lilith Fair tour y su canción "Onion Girl" fue incluida en el álbum de recopilación de aquel año.
El primer DVD en vivo de Holly Cole + CD, titulado "Robar La Noche: En vivo en el Glenn Gould Studio" fue publicado en Canadá en febrero de 2012. Está grabado en vivo en el Glenn Gould Studio en Toronto el 11 de agosto de 2011. El evento marca el cambio de grupo desde el original Trio con Aaron Davis en el piano y el bajista David Piltch, para contar además con John Johnson (instrumentos de viento), Rob Piltch (guitarras) y Davide DiRenzo (batería).
Noche el álbum de estudio nuevo de Holly Cole fue publicado en 2012 en Canadá por Universal Music. Fue su primer álbum de estudio en 5 años. El álbum, producido por Holly Cole y Greg Cohen incluye canciones de Tom Waits ("Walk Away"), Gordon Lightfoot ("If You Could Read My Mind"), Mort Shuman ("Viva Las Vegas"), Captain Beefheart ("Love Lies"), un tema de James Bond, de John Barry (“You Only Live Twice“)  y otro de la propia Holly Cole ("You've Got a Secret").
Holly Cole hace giras promocionales del álbum en 2012-13 en Canadá, América, Alemania y Japón.
Cole recibió un honorary degree de la Queen's University en Kingston, Ontario en junio de 2014.

## Discografía
- Christmas Blues (1989)
- Girl Talk (1990) Canada: Gold (50,000)
- Blame It on My Youth (1992) Canada: Gold
- Don't Smoke in Bed (1993) Canada: Platinum (100,000)
- Temptation (1995) Canada: Gold
- It Happened One Night 6.28 (live, 1996)
- Dark Dear Heart (1997) Canada: Gold
- Treasure (1989-1993) (Limited Edition - Hits and Previously Unreleased Tracks, 1998)
- Romantically Helpless (2000) Canada: Gold[6]
- The Best of Holly Cole (2000)
- Baby, It's Cold Outside (2001)
- Shade (2003)
- Holly Cole Collection Vol.1 (2004)
- Holly Cole (2007)
- Steal The Night: Live At The Glenn Gould Studio Live CD/DVD (2012)
- Night (2012)
- Holly (2018)
- Montreal (Rumpus Room, 2020)
- Dark Moon (Universal, Rumpus Room, 2025)

## Singles
- I Can See Clearly Now (1993) [#29 CAN] (as Holly Cole Trio)
- Onion Girl (1996) [#32 CAN]
- I've Just Seen a Face (1997) [#7 CAN]
- Christmas Blues (2001) [#8 CAN] (as Holly Cole Trio)

## Proyectos Asociados
- Count Your Blessings (an Alert Records Christmas compilation CD, 1994)
- Feast (instrumental CD by trio members Aaron Davis and David Piltch, 1996)